# Parcele Łochockie

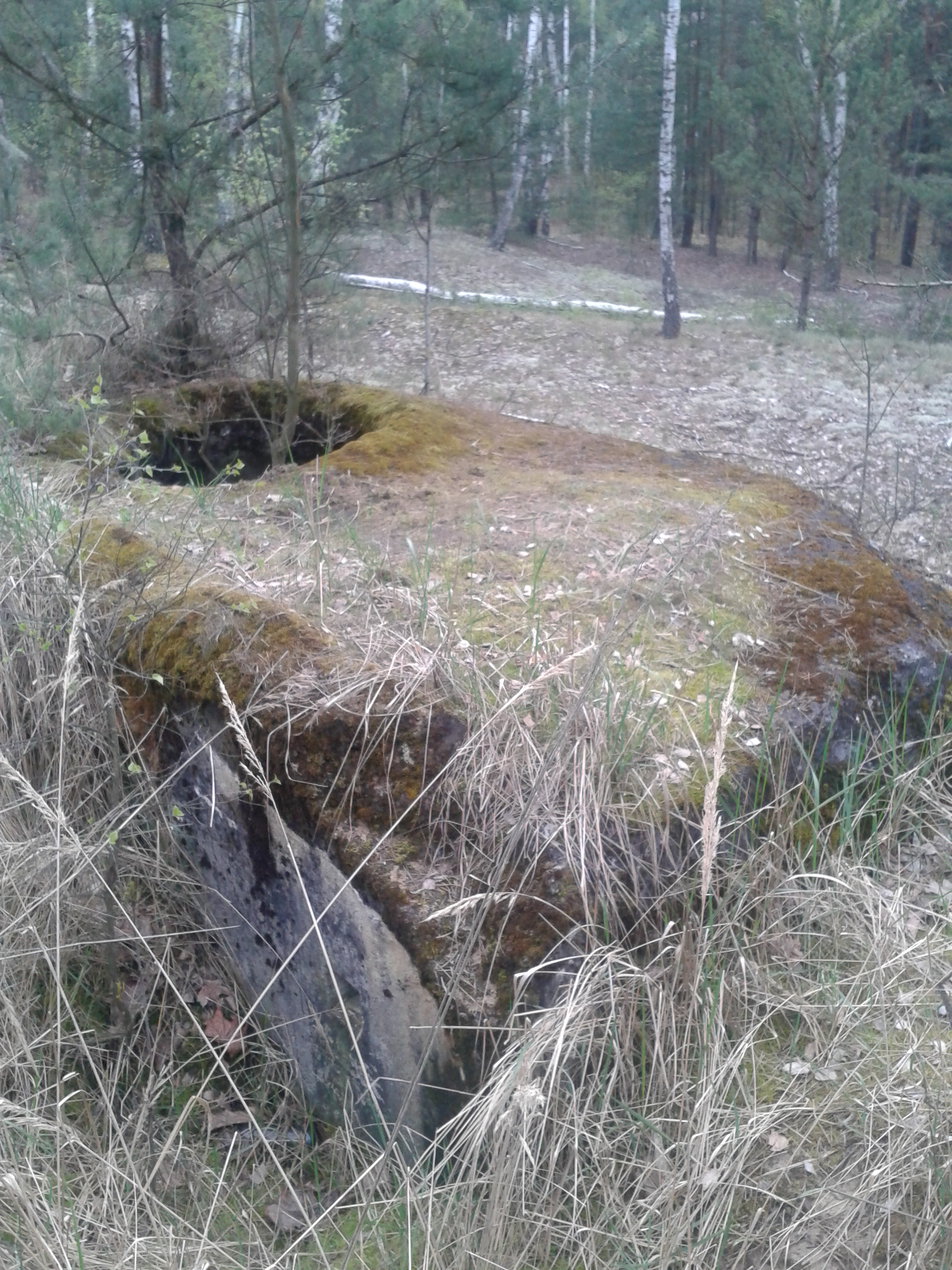
Ringstand 58c (Rachcin od strony Cyprianki)

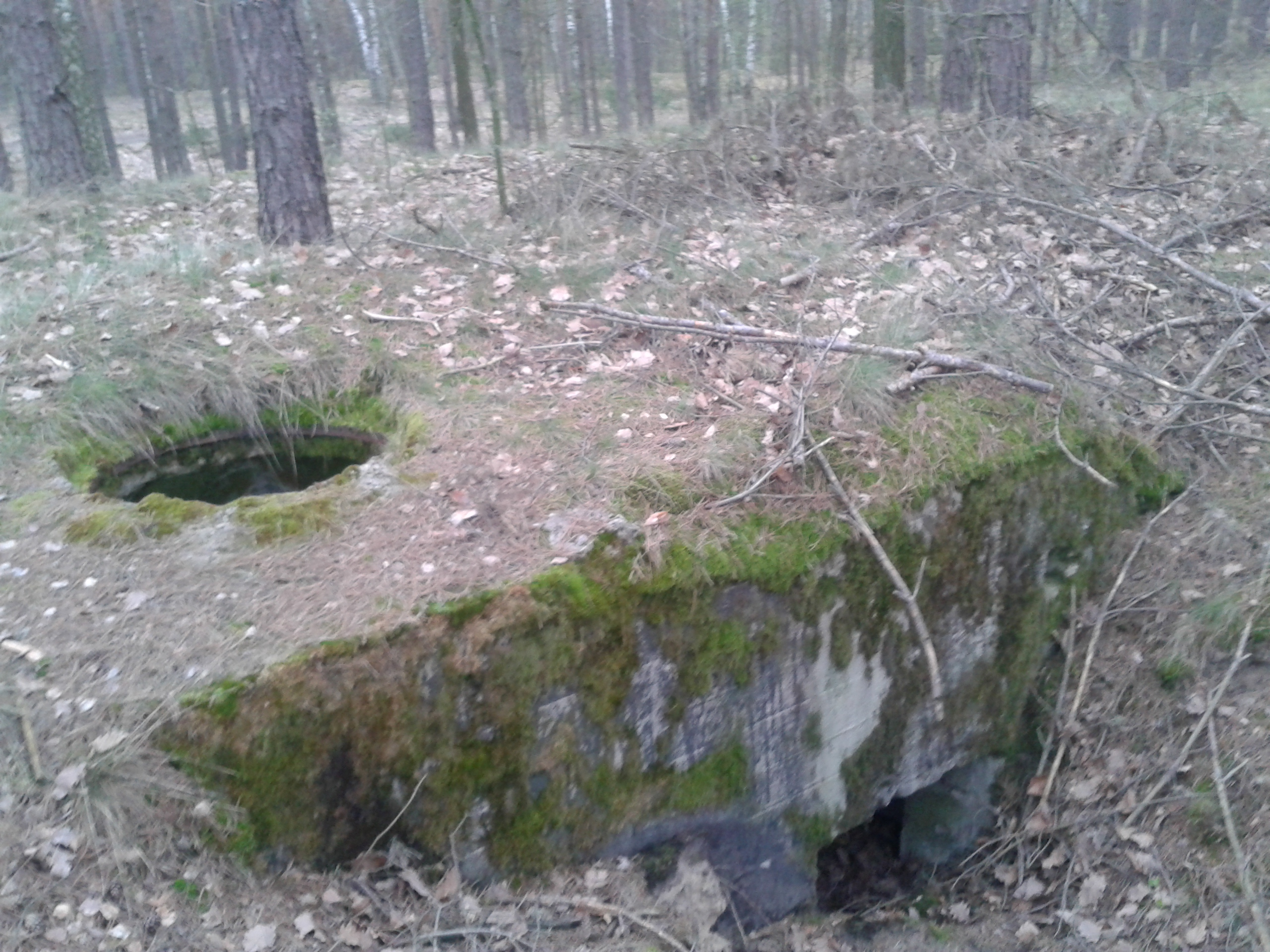
Ringstand 58c Rachcin od strony Wilczeńca Fabiańskiego

Parcele Łochockie – część wsi Rachcin w Polsce, położona w województwie kujawsko-pomorskim, w powiecie lipnowskim, w gminie Bobrowniki, w "wachlarzu" dróg wybiegających z Rachcina w kierunku wsi Łochocin i Cyprianka.
W latach 1975–1998 Parcele Łochockie należały administracyjnie do województwa włocławskiego.
Według danych USC Bobrowniki z 20.01.2015 r. Rachcin-Parcele Łochockie z liczbą mieszkańców 83 to druga pod względem liczby mieszkańców część wsi Rachcin.